# Торговцы грёзами
«Торговцы грёзами» (англ. Nickelodeon, англ. Peter Bogdanovich's Nickelodeon) — американская комедия режиссёра Питера Богдановича. Премьера фильма состоялась 21 декабря 1976 года.

## Сюжет
Сюжет фильма относит зрителя к заре кинематографа, когда молодой адвокат Лео Харриган случайно встречает кинопродюсера. И тут же предложение соавторства — немыслимый скачок в карьере. Затем следует назначение режиссёром и съёмка одного немого фильма за другим с небольшой труппой актёров. В условиях жёсткой конкуренции патентное бюро подсылает Бака Гринуэя саботировать съёмки. По возвращении в Лос-Анджелес съёмочную группу ожидает новый сюрприз — киноманы.

## В ролях
- Райан О’Нил — Лео Харриган
- Берт Рейнольдс — Бак Гринуэй
- Татум О’Нил — Элис Форсайт
- Брайан Кит — Г. Г. Кобб
- Стелла Стивенс — Марти Ривз
- Джон Риттер — Франклин Франк
- Джейн Хичкок — Кэтлин Кук
- Джек Пёркинс — Майкл Джилхули
- Брайон Джеймс — бейлиф
- Джо Уорфилд — адвокат
- Джеффри Байрон — Стив
- Дон Кальфа — Вальдо
- Фрэнк Маршалл — помощник Динсдейла
- Джеймс Бест — Джим
- М. Эммет Уолш — «отец» Логан
- Мириам Бёрд-Незери — тётя Лула
- Патриша О’Нил — киноманка
- Джон Финнеган — режиссёр
- Гарри Кэри-мл. — Доби

## Съёмочная группа
- Режиссёр-постановщик: Питер Богданович
- Сценаристы: Питер Богданович, У. Д. Рихтер
- Продюсеры: Роберт Чартофф, Фрэнк Маршалл, Ирвин Уинклер
- Оператор: Ласло Ковач
- Композитор: Ричард Хазард
- Художник-постановщик: Ричард Бергер
- Художник по костюмам: Теадора Ван Рункль
- Гримёр: Том Эллингвуд
- Монтажёр: Уильям Каррут
- Звукорежиссёры: Ричард Бёрроу, Майкл Колган, Кэй Роуз, Виктория Роуз Сэмпсон, Мортон Тюбор
- Спецэффекты: Клифф Уэнгер
- Постановка трюков: Хэл Нидэм

## Номинации
1977 — Берлинский кинофестиваль: номинация на премию «Золотой медведь» — Питер Богданович

## Факты
- Орсон Уэллс предлагал Питеру Богдановичу сделать фильм чёрно-белым, однако студия отвергла эту идею. В марте 2008 года на ретроспективном показе фильмов Богдановича в кинотеатре Castro Theater (Сан-Франциско) состоялась премьера режиссёрской чёрно-белой версии картины.
- На премьере в Лос-Анджелесе все гости и некоторые критики заплатили за просмотр по 5 центов, отдавая дань памяти расценкам раннего Голливуда

## Отзывы
Кинокритик Сергей Кудрявцев в своей книге «3500 кинорецензий» так пишет о фильме:

Сняв в середине 70-х годов две малоудачные картины, американский режиссёр Питер Богданович вернулся к излюбленной теме старого кинематографа. На сей раз он не только стилизовал изображение под давние фильмы (как в своих самых известных работах начала 70-х — «Последний киносеанс» и «Бумажная луна»), но и сделал героем ретро-ленты именно эпоху Великого Немого, время никелодеонов — прототипов кинотеатров. Вот почему проникнута особой ностальгией интонация рассказа о первых кинематографистах, авантюристах по натуре, людях увлечённых, одержимых, фанатично преданных любимому делу. Они словно упиваются свободой независимого творчества на заре кинематографа, который тогда ещё являлся аттракционом, балаганом, неким шутовским действом.